# Óasszír kereskedelem
Az óasszír kereskedelem az i. e. 3. évezred második felének jelentős tevékenysége, Anatóliában a Hettita Birodalom alakulásáig, azaz körülbelül az i. e. 18. századig, a Közel-Kelet más térségein i. e. 1500-ig. A távolsági kereskedelem minden korban a regionális termékek cseréjére irányul. Asszíria, az agrárjellegű Mezopotámia részeként hiányt szenvedett fémekben, ugyanakkor mezőgazdasági terményekben gazdag volt. Antimont és ónt importált a Kaukázusból. Állati termékeket is forgalmaztak, miközben saját növényi élelmiszereit, valamint részben import, részben saját vászontermékeit, valamint amorita gyapjút exportált. A csereáruk között a teherhordó szamarak is szerepeltek. A bronzkor adott szakaszában a bronzeszközök – mindenekelőtt a bronzfegyverek – előállítása kizárólag a kereskedelem eredményességétől függött. Ez egy közvetítő kereskedelem, Asszírián keresztül jutott el az áru a Kaukázusból Anatóliába és Szíriából Kelet-Mezopotámiába, sőt az Anatólián belüli rézkereskedelmet is asszír kereskedők bonyolították. Az asszírokon keresztül Anatóliába jutó ón és vászontermékek árát ezüstben szállították haza. Az útvonalak azonosítása még folyamatban van, az asszír forrásokban a mezopotámiai településnevek sem azonosíthatók teljes körűen, az anatóliaiak pedig szinte mind homályosak.

## Története
Asszíria a korai bronzkorban a nyugati sémik (amoriták) egymással hadakozó törzseinek szállásterülete volt. A Folyamköz életébe az akkád kor és a III. uri dinasztia kora után kerültek be, és a nyugati térségben átvették az akkád kereskedők helyét. Így a szíriai, anatóliai és kaukázusi kereskedőutak is az ellenőrzésük alá kerültek. Kanis régészeti feltárása alapján az asszírok már a függetlenség kivívása előtt is jelen voltak Anatóliában. Az első ismert államközi konfliktusok Ebla ellenében törtek ki, mégpedig annak egyik legfontosabb kikötője, Karkemis birtoklása miatt. Ennek egy szerződés lett a vége, amelyben az asszírok elismerték Ebla fennhatóságát Karkemis felett.
Ebla összeomlása után a Halap központú Jamhad is szemben állt Asszíriával. Ebben az időben alakult ki Assur helyi piaca, I. Erisum és Narám-Szín között. Ezen időszak mind az öt asszír uralkodójával kapcsolatban vannak bizonyítékok a kereskedelemben betöltött szerepükre. Egyúttal Narám-Szín az utolsó, akinek neve a kanisi kárum II. rétegből került elő. A királyok nevei mellett sokkal gyakrabban említették az uralkodócsaládok másodszülött fiait. Sú-Bélum például egy waklum fia. (A waklum a rabáúm mellett az uralkodói cím.) Éppígy Ilí-báni is egy herceg, vagy I. Sarrukín másod- és harmadszülött fiai, Adua és Ezi.
Jelentős tényező, hogy Karkemis önálló városkirályság volt, amelynek királya, Aplahanda I. Samsi-Adad kisebbik fiával, Jaszmah-Adaddal baráti viszonyban volt. Asszíria elfoglalta a belviszályokban meggyengült Márit, és ennek kormányzója volt Jaszmah-Adad. Ebben az időben vált Karkemis az óasszír kereskedelem egyik legfontosabb elosztóbázisává, ahonnan az anatóliai és szíriai karavánutak indultak. Az anatóliai kereskedelemben valamikor Samsi-Adad előtt vagy az ő idejében hosszabb szünet állt be, majd még majdnem egy évszázadon keresztül folytatódott, miközben Asszíria újra elvesztette önállóságát, ezúttal az Óbabiloni Birodalommal szemben.
Az asszír nagy távolságú kereskedelemnek közvetve Hammurapi babiloni király erősödése vetett véget. Asszíria ugyanis nem tudta megtartani Márit, Zimrí-Lim visszakerült apja trónjára babiloni segítséggel. Ezzel Karkemis két ellenséges hatalom, Mári és Jamhad közé került, és kénytelen volt politikáján változtatni. Aplahanda, majd utódja, Jataranni is meglátogatta Jamhadot, az utóbbi Márit is. Asszíria nehéz helyzete világosan látható Kanis városban, ahol több évtizedes szünet után egy jóval kisebb volumenű írásbeliség indult újra.

## Jellege
Az asszír távolsági kereskedelemnek szinte mindenhol van írásos emléke, ahonnan egyáltalán dokumentumok kerültek elő az adott korból. Sajnálatos módon az erről tudósító egykorú források legnagyobb része még publikálatlan, főképp azért, mert többségük rablóásatások alkalmával került feltárásra. Észak-Szíriától Márin keresztül Szipparig, és talán Esnunnáig, végül a Hattum területéről ismertek kereskedelmi dokumentumok. Elképzelhető, hogy az Anatóliában és az Égeikumban ez időben elterjedő pecsételés és a meglepően egységes alapokon nyugvó mértékrendszer is az óasszír kereskedőktől származik.
A kereskedők „cégekbe” tömörültek, amely patriarchális alapokon működött. A „vezérigazgató” a családfő volt, aki többnyire Assurban lakott. Idősebb fiai a legfontosabb kárumokban fiókvezetők voltak, legtöbbször a legidősebb fiú Kanisban. A rokonság a kisebb települések lerakatait felügyelte, az alkalmazottak pedig hordták-vitték az árut. A kapcsolatokat szerződések szabályozták.
Általános egyenértékesük az ezüst volt, de ezüstértékben számolva réz és ón is szolgált fizetőeszközül. Aranyforgalom nem jellemző, ez időben az arany annyira ritka volt – következésképp olyan magas értékű –, hogy nem alkalmazták értékmérésre. Sőt asszír kereskedőnek halálbüntetés terhe mellett tilos volt aranyat eladni babiloninak, akkádnak, vagy bárki másnak.

## Szervezete
Az önkormányzatú kereskedelmi telepek (kárumok) igen gyorsan függetlenedtek, és először vazallus, majd önálló fejedelmekként viselkedtek. Felvették Assur királyának címét (rabáum vagy waklum), és a hatáskörükben megforduló kereskedőkkel szerződésekben rögzítették az üzletelés feltételeit.
Tisztviselőik a kereskedelmi szervezetből származó felügyelők: rabi simmiltim („lépcsőnagy”) a legelső tisztség. A rabi sikkitim, aki talán a fémkereskedők felügyelője volt. A rabi hattim fordítása „jogarnagy”, funkciója ismeretlen, valószínűleg valamilyen katonai pozíció. A rabi sérim („rétnagy”) a városkörnyéket, a rabi mahírim a piacokat felügyelte. Minden foglalkozásnak megvolt a maga rabija, azaz felügyelője.

## Jelentősége
Az óasszír kor kereskedelme kapcsolta be a korabeli világba Anatóliát és az ott lakó népeket. Mindenekelőtt a hettitákat, akik átvették az asszír kultúra bizonyos elemeit (például az óasszír írást) és az asszír kereskedőkolóniák mintájára szervezték meg saját városkirályságaikat. Átvették az asszír panteont is, összeolvasztva a sajátjukkal, kialakítva a sajátos hettita mitológiát. E kolonizálás indította el Anatóliát az állammá szerveződés útján.